# Vlaszityi
Vlaszityi (macedónul: Власиќи) település Észak-Macedóniában, a Délnyugati körzet Centar Zsupa-i járásában.

## Népesség
| 2002 | 0 |

2002-ben lakatlan település.